# سبولتوري
سبولتوري (بالإيطالية: Spoltore)‏ هي بلدية في مقاطعة بسكارا في إقليم أبروتسو الإيطالي.

## السكان
في سنة 1861 بلغ عدد السكان 4٬461 نسمة، وتطور العدد ليصل في سنة 2011 لـ 18٬566 نسمة.
يظهر هذا المخطط البياني تطور النمو السكاني لـ سبولتوري

## أعلام
- دانيلو دي لوكا